# Vlag van Saksen

Vlag van Saksen (ratio 3:5).

Landesdienstflagge van Saksen (ratio 3:5).

De vlag van Saksen bestaat uit twee horizontale banen in de kleuren wit en groen. Op de Landesdienstflagge, die door de overheid van Saksen gebruikt wordt, is het Saksische wapen in het midden van de vlag geplaatst. De vlag werd op 3 oktober 1990 opnieuw aangenomen, tegelijk met de heroprichting van de Vrijstaat Saksen na de val van het communistische regime in de DDR. 

## De vlag in de Saksische grondwet
In artikel 2 van de Saksische grondwet worden de kleuren van de vlag gedefinieerd: 
Die Landesfarben sind Weiß und Grün.
Artikel 4 stelt verder vast dat in de Sorbische delen van de deelstaat naast de Saksische vlag ook de Sorbische vlag gebruikt kan worden. In het Saksische deel van de historische regio Silezië geldt hetzelfde voor de Silezische vlag:
Im Siedlungsgebiet der Sorben können neben den Landesfarben und dem Landeswappen Farben und Wappen der Sorben, im schlesischen Teil des Landes die Farben und das Wappen Niederschlesiens gleichberechtigt geführt werden.

## Geschiedenis
Voor 1815 werd door het Koninkrijk Saksen en het Keurvorstendom Saksen een vlag bestaande uit twee Horizontale banen in de kleuren zwart (boven) en geel (onder) gebruikt. Ook in de Pruisische provincie Saksen werd deze vlag gebruikt.
|  |  |  |

## Historische vlaggen
|  |  |  |

Rijksstad Aken · Anhalt · Baden · Bataafse Republiek · Koninkrijk der Beide Siciliën · Koninkrijk Beieren · Groothertogdom Berg · Hertogdom Bourgondië · Brunswijk · Cornwall · Koninkrijk Dalmatië · Vrije Stad Danzig · Duitse Democratische Republiek · Duitse Rijk · Deutschösterreich · Engelse Gemenebest · Koninkrijk Etrurië · Vrijstaat Fiume · Republiek Gumuljina · Koninkrijk Hannover · Hanze · Heilige Roomse Rijk · Herceg-Bosna · Hessen-Darmstadt · Hessen-Kassel · Hessen-Homburg · Volksstaat Hessen · Idel-Oeral Staat · Joegoslavië · Kerkelijke Staat · Koeban · Koerland · Republiek Krakau · Lucca · Prinsbisdom Luik · Luikse Republiek · Mecklenburg-Schwerin · Mecklenburg-Strelitz · Memelland · Midden-Litouwen · Nazi-Duitsland · Neutraal Moresnet · Occitanië · Oldenburg · Oost-Roemelië · Oostenrijk-Hongarije · Ottomaanse Rijk · Parthenopeïsche Republiek · Pommeren · Pruisen · Republiek Ragusa · Reuss jongere linie · Reuss oudere linie · Volksstaat Reuss · Rijnprovincie · Protectoraat Saarland · Saksen · Saksen-Altenburg · Saksen-Coburg en Gotha · Saksen-Hildburghausen · Saksen-Meiningen · Savoie · Servië en Montenegro · Sovjet-Unie · Transkaukasische Socialistische Federatieve Sovjetrepubliek · Tsjecho-Slowakije · Unie van Kalmar · Republiek Venetië · Waldeck-Pyrmont · Westfalen · Weimarrepubliek · Württemberg ·  Republiek der Zeven Verenigde Nederlanden (1572-1795) · Republiek der Zeven Verenigde Nederlanden (1650-1795)